# École nationale supérieure d'ingénieurs électriciens de Grenoble
L'École nationale supérieure d'ingénieurs électriciens de Grenoble (ENSIEG) a pour origine l'Institut d'Electrotechnique de Grenoble (IEG)  créé en 1901, la première école de ce qui deviendra l'Institut polytechnique de Grenoble (IPG)  lorsqu'elle est rejointe en 1907 par l'Ecole française de papèterie, puis successivement par des formations d'ingénieurs hydrauliciens, électrochimistes  et électrométallurgistes,  puis radioélectriciens
A sa création, elle s'intitulait Institut électrotechnique de Grenoble (IEG). En 1985, elle constituait une composante de l'Ecole nationale supérieure d'électrotechnique et de génie physique de Grenoble (ENSEGP) de l'Institut national polytechnique de Grenoble (INPG) , ainsi renommé en 1970, à la transformation en Institut ayant rang d'Université.  En 1985, sous la présidence  de Daniel Bloch, ancien directeur de l'ENSEPG et alors président de l'INPG, l'ENSEPG est divisée en deux écoles, l'une d'ingénieurs physiciens (ENSPG) et l'autre d'ingénieurs électriciens (ENSIEG).
Cette école généraliste, dont les points forts étaient l'électrotechnique, l'automatique et le traitement du signal, formait environ 160 ingénieurs par an.
À la rentrée 2008, l'école a fusionné avec l'École nationale supérieure d'hydraulique et de mécanique de Grenoble (ENSHM) pour former une nouvelle école , l' École nationale supérieure de l'énergie, l'eau et l'environnement (ENSE³).